# Nissan Stagea
Nissan Stagea — универсал, основанный на платформе Nissan Laurel и созданный компанией Nissan в 1996 году. Модель предназначалась только для внутреннего рынка Японии. Выпускалось три различных серии этой модели: WC34 Series 1 с 1996 по конец 1998 года, WC34 Series 2 с конца 1998 по 2001 год и серия M35 с 2001 по 2005 год.

## WC34 Series 1
Первая серия выпускалась с 1996 до 1998 года и оснащалась двигателями объёмом 2,0 или 2,5 литра с турбонаддувом или без него. Мощность двигателей варьировалась от 153 л. с. до 231 л. с. Привод в базовой версии осуществлялся на задние колеса, также существовала полноприводная версия.

## WC34 Series 2
Вторая серия, выпускавшаяся с 1998 по 2001 год, в целом была похожа на предыдущую модель. Иными стали передние и задние фары, а также несколько изменилось оформление интерьера. Были модернизированы двигатели, в результате чего самая мощная версия стала развивать 280 л. с.

## Серия M35
Серия M35 (2001 — 2005 годы) внешне значительно отличалась от автомобилей предыдущих серий. В третьем поколении были применены двигатели архитектуры VQ, а не морально устаревшие двигатели RB серии.
Насчитывается 9 комплектаций М35, но самыми основными являются:
- 2.5 250RS FOUR: оснащалась двигателем VQ25DD который развивал мощность в 215 л. с.
- 2.5 250t RS FOUR: оснащалась двигателем VQ25DET с турбонаддувом и развивала мощность в 280 л. с.
- 2.5 250 ARX: оснащалась двигателем VQ25DET с турбонаддувом и развивала мощность в 280 л. с.
- 3.0 300RX: оснащалась двигателем VQ30DD мощностью в 260 л.с. не имела турбонаддува.
- 3.5 axis 350S: оснащалась двигателем VQ35DE мощностью 280 л. с.